# Миршавий Олексій Вікторович
Олексій Вікторович Миршавий — молодший сержант Збройних Сил України, учасник російсько-української війни, що загинув під час російського вторгнення в Україну, Герой України з удостоєнням ордена «Золота Зірка» (2023, посмертно).

## Життєпис
Молодший сержант–піхотинець Олексій Миршавий обіймав військову посаду командира ударно-штурмової групи 92-ї окремої механізованої бригади ім. кошового отамана Івана Сірка. Загинув на 35-му році життя.

## Нагорода
- звання «Герой України» з удостоєнням ордена «Золота Зірка» (8 липня 2023, посмертно) — за особисту мужність і героїзм, виявлені у захисті державного суверенітету та територіальної цілісності України, самовіддане служіння Українському народові[4].
- орден «За мужність» III ступеня (2022) — за особисту мужність і самовіддані дії, виявлені у захисті державного суверенітету та територіальної цілісності України, вірність військовій присязі.